# リトアニア銀行
リトアニア銀行（リトアニアぎんこう、リトアニア語：Lietuvos Bankas）はリトアニアの中央銀行。リトアニア銀行が現行の組織として発足したのはリトアニアが独立した1990年のことで、ソビエト社会主義共和国連邦国立銀行リトアニア支部の機構、財産、人材を吸収した。本店はヴィリニュスに置かれ、通貨リタスの安定に努めていたが、2015年よりリトアニアがEUの単一通貨ユーロを導入したことでその役割を終えている。リトアニア銀行は欧州中央銀行制度に参加している。

## 沿革
リトアニアの中央銀行の歴史の始まりは1768年にまで遡ることができ、この年セイムが国営の通貨発行銀行であるポーランド・リトアニア銀行の設置を決定した。ただしこの計画が実施されたのは1792年になってからのことである。銀行の設立場所にはヴィリニュス、グロドナ、ミンスクが挙がっていた。タデウシュ・コシチュシュコによる反乱、1795年の第3次ポーランド分割のあと、ポーランド・リトアニア共和国は独立を失い、そのため独自の金融政策を行うことができなくなった。
1918年にリトアニア共和国として独立を宣言するも、その後しばらくリトアニアには独自の通貨発行銀行がなかった。そのため国際的な取り決めによりライヒスマルクをリトアニアの通貨とすることが承認された。1922年半ばにはハイパーインフレーションが起こったことを受けてリトアニアは中央銀行としてリトアニア銀行の設立に関する法律を制定し、独自通貨リタスの導入を決める。このときリトアニア銀行は株式会社形態とすることが定められた。資本額は1200万リタスで、その80%がリトアニア政府保有とされた。
1990年3月にリトアニア銀行は再び創設され、第二次世界大戦前のときの形態を取り戻した。1990年から1992年まではロシア・ルーブルを使用していたが、その後暫定通貨タロナ（当時首相を務めていたゲディミナス・ヴァグノリウスにちなんで、ヴァグノルコスやヴァグノレーリアイなどとも呼ばれた）を導入、ルーブルに加えて特定商品との交換を可能にした。1993年にリタスが再び導入され、100%に上ったインフレーションの収拾に成功、リトアニアの通貨として安定するようになった。
2020年7月23日、世界初のCBDCであるLBCoinを発行した。

## 主な業務
リトアニア銀行は主に以下の業務を行っている。
- 物価安定の維持
- 通貨リタスの発行
- 金融政策の策定・実施
- リタス相場の決定・発表
- 国庫管理の代行

## 運営・機構
リトアニア銀行は総裁と2人の副総裁に2人の役員を加えた理事会が運営を司っている。
行内には11の部局（経済、統計、市場操作、金融監督、国際関係、決済システム、現金、会計、情報技術、総務、証券）と独立的な権限を持つ部署（内部監査、法務、機構・人事、広報、危機管理）があり、カウナスとクライペダに支店が設置されている。

## ユーロの導入
2004年6月27日、エストニアとスロベニアとともに旧東側陣営としては初めてリトアニアは欧州為替相場メカニズムに組み込まれた。
リトアニアは当初2007年1月1日のユーロ導入を目指していたが、インフレーション率が基準をわずか0.06%上回ったために導入が見送られ、2010年の導入を目標とすることになった。